# 西岡明彦
西岡 明彦（にしおか あきひこ、1970年3月1日 - ）は、日本のフリーアナウンサー、スポーツコメンテーター、スポーツエージェント。JFA登録仲介人。フットメディア代表取締役。
元広島ホームテレビアナウンサー。

## 略歴
愛知県名古屋市出身。愛知県立名古屋西高等学校、青山学院大学経営学部卒業。
大学3年次に「スポーツに関わる仕事がしたい」と模索する中で、アナウンサーへの道を志す。最初に試験日が早いという理由でフジテレビのアナウンサー採用試験を受験し、最終選考まで残ったが不合格となり、日本テレビとテレビ朝日でも最終選考まで残ったがいずれも不合格。一旦はアナウンサーを諦め名古屋の一般企業の内定を受けるが、テレビ朝日のアナウンス部長から、当時スポーツアナウンサーを探していた系列局の広島ホームテレビへの入社を勧められ合格し、企業の内定を断って1992年に広島ホームテレビに入社した。
入社後はスポーツアナウンサーとして1年目から高校野球・プロ野球中継の実況を担当する一方、1993年から朝のローカル情報番組「フレッシュ・モーニング」のキャスターを務める。この頃、アナウンサー試験で一緒だった仲間の紹介で森山佳郎と交流を持ったのをきっかけにサンフレッチェ広島との接点が生まれ、社用車でサンフレの練習場に通っては森保一・高木琢也・片野坂知宏ら選手と昼食を共にして親交を深める。「フレッシュ・モーニング」では自分で企画を出して高田豊治が出演するサンフレのコーナーを設けた。1994年にはサンフレがサントリーシリーズ（前期）優勝を飾り、優勝インタビューを務めた。
1998年に開催されたフランスW杯での現地取材を最後に広島ホームテレビを退社。高田のアドバイスもあり、語学とプレミアリーグの勉強のためにイギリス・ウエストミンスター大学に留学し、メディア論を専攻。平行してテレビ朝日ロンドン支局でアルバイトを行うと共に、スコットランドサッカー協会公認の少年少女指導資格を取得した。また、その際に観戦したプレミアリーグとイングランドのフットボール文化に深い感銘を受ける。
1999年に帰国。出身地の名古屋に戻り、名古屋テレビ放送でディレクターを務めつつ、SKY sports（後のJ SPORTS）のプレミアリーグ実況でフリーアナウンサーとしてのキャリアをスタート。2000年には拠点を東京に移した後は、主にJ SPORTSで数多くのサッカー実況を担当する。
2002年の日韓W杯では日本対チュニジア戦を含む9試合を実況。2006年のドイツW杯でも決勝トーナメントで現地実況を行っている。2010年の南アフリカW杯では、日本対デンマーク戦を実況、2002年に続き日本代表が決勝トーナメント進出を決めた試合を実況した。イギリス留学の経験からJ SPORTSのプレミアリーグ中継やスカパー!のUEFAチャンピオンズリーグのイングランド勢の試合はほぼ毎節担当している。
日韓W杯終了後には「月刊プレミアシップマガジン」（現在休刊）のスーパーバイザーとして雑誌の監修を務めた。森保との共著『ぽいち 森保一自伝―雑草魂を胸に』を上梓した際、その印税を森保と折半しやすくすることを目的に2004年に森保と自身のマネジメント会社「フットメディア」を設立。スポーツ選手・指導者およびアナウンサー・雑誌編集者のマネジメント業務を行っている。

## エピソード
- 実家は西城幼稚園（名古屋市西区、1950年創立）を運営する学校法人西岡学園を経営[注 1]。西岡本人も主事として幼稚園の行事（杉山愛を迎えての記念講演会の司会）を手伝ったこともある[4]。また、西岡本人も同園の卒業生で、幼稚園時代の同級生に伊藤みどりがいる[1]。
- 両親は共に高等学校の教師[1]。両親の様子を見てきたことで「自分が経験したことや培った知識というものは、次の世代の人たちに伝える義務がある」という感覚となり、そのことがフットメディア設立のきっかけになっているという[2]。
- 中日ドラゴンズファンであり、少年時代はファンクラブに入りナゴヤ球場に通っていた[1]。
- サッカーとの接点は高校時代にサッカー部に入部したのがきっかけで、後にプロ選手となる渡邉一平（中京大中京高校）とも対戦経験がある[1]。ただし高校時代はもっぱら控えで、大学では高校選手権出場経験のある同級生の言葉を聞いてサッカー部への入部をやめたという[1]。
- 広島ホームテレビを退社するきっかけについては本人から2種類のコメントが残されている。
  - 1つは2009年のFIFA 10発売時にファミ通へのインタビューに答えたもの[5] で、WOWOWでイタリアのセリエAの中継が始まるようになって、その放送を見ていたらフリーアナウンサーの八塚浩が実況しているのを知り「僕もサッカー専門の実況アナウンサーになりたいな」と思い、テレビ局を退職する決意をした、というものである。
  - もう1つは2017年に『Foot!』ディレクターの土屋雅史のインタビューに答えたもの[2]で、サンフレとの交流を深める中で選手会の納会等に出席するようになり、そこで森保一がその年限りで移籍・退団する選手とお互いに涙しながら抱擁する姿を見て「（サラリーマンとして）生活が安定している自分が、本当のプロの気持ちを理解できるのか」という感覚を抱き、喋り手もプロになる必要があると考えた、というものである。この時は同時に、サンフレのGMだった今西和男がサッカー専門雑誌の記者をサンフレの広報スタッフに採用したのを知り、自分もサッカークラブの広報に転身したいという気持ちも持っていたという。2018年に元サッカーダイジェスト記者の飯尾篤史のインタビューに答えたときにも同様の趣旨を答えている[6]。
- アーセナルの熱烈なファンを公言しており、1998年の渡英からロンドン在住時にアーセナルのパスサッカーに魅了される。他に「ぼくのプレミアライフ フィーバーピッチ」（ニック・ホーンビィの同名小説の映画化）ではDVD音声特典のコメンタリーとして参加している。
- 身長は182cm。かつて「Foot!」（J SPORTS）で共演していた倉敷保雄、粕谷秀樹も180cm以上の長身で、3人で「Foot!のトリデンテ」を自称していた。
- 2012年1月に、西岡が広島ホームテレビ社員時代から交流のある森保一を「Foot!」の企画でインタビューした際、「サンフレッチェの優勝するシーンを実況したい」と述べていたが、それを同年11月24日に行われた対セレッソ大阪戦（広島ビッグアーチ）で叶えた。西岡はスカパー!向けの実況を担当し、優勝の可能性が残っていたベガルタ仙台が敗れることが決まった瞬間「仙台敗れました…」と口走った後、感涙の余り1分20秒何もしゃべることができなかったという。2013年最終節も同じくスカパー!で鹿島アントラーズ戦（カシマスタジアム）を担当、等々力陸上競技場で横浜F・マリノスが敗れ広島の優勝が決まった瞬間を2年連続で実況した。
- 2006年3月26日に入籍。7月30日の結婚披露宴には粕谷秀樹、森保一らが招かれた。

## 現在の担当番組
- サッカー中継（実況）
  - Jリーグ（DAZN）
  - UEFAチャンピオンズリーグ（WOWOW[7][8]）
  - UEFAヨーロッパリーグ（WOWOW[7]）
  - プレミアリーグ（SPOTV NOW・ABEMA）
  - ブンデスリーガ（スカパー!/スポーツライブ+）
  - セリエA（DAZN）
  - ラ・リーガ（DAZN）
  - UEFAネーションズリーグ（DAZN）
  - AFCチャンピオンズリーグ（DAZN）
- サッカートーク番組（進行）
  - サッカー・ジャーニー（スカパー!/スポーツライブ+）
  - WOWOWサッカーアリーナ[9]（WOWOWオンデマンド、不定期）

## 過去の担当番組
- プロ野球中継・パワーアップナイター（広島ホームテレビ）
- 全国高等学校野球選手権広島大会中継（広島ホームテレビ）
- HOMEフレッシュモーニング（広島ホームテレビ）
- サッカー世界の旅（スポーツ・アイ ESPN）
- Foot!（J SKY SPORTS、2002年8月 - 2004年6月）
- Foot! Thursday（J SPORTS、2004年8月 - 2005年12月）
- Foot! WEDNESDAY（J SPORTS、- 2021年5月） [10]
- for football（スカイパーフェクTV!、2004年8月 - 2005年7月）
- Friday Soccer Show（スカイパーフェクTV!、2005年8月 - 2007年5月）
- ENG!and...（J SPORTS、クラブTV（MUTV・チェルシーTV・アーセナルTV）番宣ミニ番組。2005/06 - 2006/07シーズン）
- Jリーグプレビューショー（J SPORTS、2006年3月 - 2007年12月）ナレーション
- ef Zone（シーズン中基本的に毎週金曜21時- スカイパーフェクTV!、2007年8月 - 2008年5月）
- E.N.G. ～English News Gathering～（J SPORTS、2008年3月 - 2011年5月）MC
- ガンバレ日本プロ野球!?（不定期放送 J SPORTS）ナレーション
- ウィンブルドン選手権、全豪オープン（WOWOW）
- LPGAツアー（WOWOW）- 2011年はエビアン・マスターズを担当し宮里藍の優勝を実況
- UEFA EURO 2020（WOWOW）実況

## 書籍
- 『ぽいち 森保一自伝―雑草魂を胸に』（森保一との共著、フロムワン） 2004年2月刊　ISBN 9784757210158
- 『ジョゼ・モウリーニョ』（監修、講談社） 2006年3月刊　ISBN 9784062133357
- 『プレミア最強ガイド』（講談社） 2009年11月刊 ISBN 9784062158589

## ゲームソフト
- それなら君が代表監督（EAスポーツ）実況
- サッカーライフ（バンプレスト）実況
- サッカーライフ2（バンプレスト）実況
- FIFAシリーズ（EAスポーツ）実況（FIFA 08 - FIFA 23）[11]
- EA Sports FCシリーズ（EAスポーツ）実況（FC 24 - ）

### 注記
1. ↑  西岡の父方の祖母が創立者にあたるという[1]。

## 参考資料
- 土屋雅史 (2020年3月23日). “『Foot!』Five Stories〜西岡明彦(前編)〜（2017年2月27日掲載）”.  J SPORTS. 2020年3月29日閲覧。
- 土屋雅史 (2020年3月24日). “『Foot!』Five Stories〜西岡明彦(後編)〜（2017年2月27日掲載）”.  J SPORTS. 2020年3月29日閲覧。
- 飯尾篤史 (2018年4月20日). “仲介人、社長、実況アナウンサー。西岡明彦の24時間365日サッカー人生。”. Number WEB. 2018年4月21日閲覧。